# アドルフ (ドイツ王)
アドルフ・フォン・ナッサウ（Adolf von Nassau, 1250年 - 1298年7月2日）は神聖ローマ帝国のローマ王（ドイツ王、 在位：1292年 - 1298年）。ルドルフ1世から続く2代目の非世襲ローマ王であり、ナッサウ家出身で唯一の帝国君主。元はナッサウ伯。権力基盤は脆弱で、正式な皇帝として戴冠するためのイタリア出兵を行わないまま宿敵のハプスブルク家アルブレヒト1世に敗れ戦死した。

## 生涯
ナッサウ伯ヴァルラム2世と妃アーデルハイト・フォン・カッツェンエルンボーゲンの息子で、兄弟にトリーア選帝侯ディーター・フォン・ナッサウがいる。1276年頃にナッサウ伯を継いだ。しかしナッサウ領は1255年に分割されており、アドルフが受け継いだのはヴィースバーデンを中心とするナッサウ領の南半分であった。アドルフはフランス語、ラテン語の読み書きができる教養人であった。1288年、ヴォーリンゲンの戦いにおいてゲルデルン伯ライナルト1世側で戦い敗北し、捕虜となったものの、無償で釈放された。
1291年のハプスブルク家のルドルフ1世の死後、その子であるアルブレヒト1世と王位を巡って争った。1292年5月5日、フランクフルトでの会議において、選帝侯の支持を背景にしてアドルフはローマ王に選出され、7月1日にアーヘンで戴冠式が行われた。ルドルフ1世の時と同様に、選帝侯は王権の強化を嫌ってアドルフを支持したのである。
しかし上述の経緯から傀儡に近い立場であったことを良しとせず、アドルフは王権の強化を目指して領土拡大を積極的に推進した。これは王権の強化を嫌うドイツ諸侯からの反発を招いた。1298年6月23日マインツにおいてアドルフは選帝侯らにより廃位され、同年7月2日にゲルハイムの戦いにおいて宿敵アルブレヒト1世と戦って敗れ戦死した。シュパイアー大聖堂に葬られた。
権力基盤の脆弱なアドルフは、娘メヒティルドをヴィッテルスバッハ家の上バイエルン公兼ライン宮中伯ルドルフ1世に嫁がせて支援を得ようとした。結局それはかなわず、アドルフの死後もナッサウ家は振るわなかったが、自らの死後にメヒティルドが生んだ孫アドルフ、ルドルフ2世、ループレヒト1世はライン宮中伯（後にプファルツ選帝侯）となる。

## 子女
イーゼンブルク＝リンブルク伯ゲルラッハ4世の娘イマーギナと結婚、以下の子女をもうけた。
- ループレヒト6世（1280年以前 - 1304年） - ナッサウ伯
- メヒティルト（1280年 - 1323年） - 上バイエルン公兼ライン宮中伯ルドルフ1世と結婚
- ゲルラッハ1世（1288年以前 - 1361年） - ナッサウ伯
- ヴァルラム3世（1294年 - 1324年） - ナッサウ＝ヴィースバーデン伯

## 備考
- オランダの国歌となっている『ヴィルヘルムス・ファン・ナッソウエ』の中で、オラニエ＝ナッサウ家の祖であるオラニエ公ウィレム1世の家系が「気高く高貴な皇帝の家系」と称されているのは、ナッサウ家出身のアドルフが神聖ローマ帝国の君主（実際には皇帝でなくローマ王）になったことによる。ただし、オラニエ＝ナッサウ家はナッサウ家のうちでもアドルフとは別の系統である。
- 現在のルクセンブルク大公家に至るナッサウ＝ヴァイルブルク家は、アドルフの子孫の家系である[7]。